# Coelogyne schultesii
Coelogyne schultesii é uma espécie de orquídea epífita, família Orchidaceae, que habita ampla área que vai do Nepal à Indochina.